# Джейден Кокс
Джейден Майкл Тборі Кокс (англ. J'den Michael Tbori Cox; нар. 3 березня 1995, Коламбія, штат Міссурі) — американський борець вільного стилю, чемпіон та бронзовий призер чемпіонатів світу, Панамериканський чемпіон, володар Кубку світу, бронзовий призер Олімпійських ігор.

## Біографія
У дитинстві Джейден Кокс займався декількома видами спорту та іншою діяльністю — починаючи від футболу і бейсболу, до шахів і уроків музики. Випускник середньої школи Девіда Хікмана в місті Коламбія, штат Міссурі. Ще у школі встановив рекорд штату Міссурі, послідовно вигравши чотири чемпіонські титули штату в чотирьох вагових категоріях. Закінчив школу, маючи у своєму активі 205 перемог при 3 поразках, в тому числі 56 перемог без поразок у дорослій віковій групі. Після цього тренер Браян Сміт завербував його до Міссурійського університету.
Виступає за борцівський клуб Missouri Wrestling Foundation. У 2011 році став чемпіоном США серед кадетів з греко-римської боротьби, у 2012 — чемпіоном США серед юніорів з вільної боротьби.
У 2014 виграв першість Національної асоціації студентського спорту, у 2016 виграв її вдруге, що дало йому право взяти участь в Олімпійському кваліфікаційному турнірі з вільної боротьби від США. На цих змаганнях, що пройшли у квітні 2016 року в Улан-Баторі, Джейден Кокс здобув золоту медаль, що дало йому путівку на літні Олімпійські ігри 2016 року в Ріо-де-Жанейро.
На Олімпіаді в Бразилії Джейден Кокс переміг з рахунком 7-1 Омаргаджі Магомедова з Білорусі і з рахунком 5-1 Алірезу Карімі з Ірану, однак у півфіналі мінімально програв Селіму Яшару з Туреччини, уродженцю Інгушетії. У поєдинку за бронзову медаль Олімпіади переміг кубинця Рейнеріса Саласа з рахунком 5-0.

## Спортивні результати на міжнародних змаганнях

### Виступи на Олімпіадах
| Змагання                    | Збірна | Вагова категорія          | Місце  |
| --------------------------- | ------ | ------------------------- | ------ |
| Літні Олімпійські ігри 2016 | США    | вільна боротьба, до 86 кг | Бронза |

### Виступи на Чемпіонатах світу
| Змагання                        | Збірна | Вагова категорія          | Місце  |
| ------------------------------- | ------ | ------------------------- | ------ |
| Чемпіонат світу з боротьби 2017 | США    | вільна боротьба, до 86 кг | Бронза |
| Чемпіонат світу з боротьби 2018 | США    | вільна боротьба, до 92 кг | Золото |
| Чемпіонат світу з боротьби 2019 | США    | вільна боротьба, до 92 кг | Золото |
| Чемпіонат світу з боротьби 2021 | США    | вільна боротьба, до 92 кг | Бронза |
| Чемпіонат світу з боротьби 2022 | США    | вільна боротьба, до 92 кг | Срібло |

### Виступи на Панамериканських чемпіонатах
| Змагання                                   | Збірна | Вагова категорія          | Місце  |
| ------------------------------------------ | ------ | ------------------------- | ------ |
| Панамериканський чемпіонат з боротьби 2019 | США    | вільна боротьба, до 92 кг | Золото |
| Панамериканський чемпіонат з боротьби 2022 | США    | вільна боротьба, до 92 кг | Золото |

### Виступи на Кубках світу
| Змагання                    | Збірна | Вагова категорія          | Місце  |
| --------------------------- | ------ | ------------------------- | ------ |
| Кубок світу з боротьби 2016 | США    | вільна боротьба, до 86 кг | 4      |
| Кубок світу з боротьби 2018 | США    | команда                   | Золото |

### Виступи на інших змаганнях
| Змагання                                                         | Збірна | Вагова категорія                 | Місце  |
| ---------------------------------------------------------------- | ------ | -------------------------------- | ------ |
| Олімпійські випробування США 2016                                | США    | вільна боротьба, до 86 кг        | Золото |
| Олімпійський кваліфікаційний турнір з боротьби 2016 (Улан-Батор) | США    | вільна боротьба, до 86 кг        | Золото |
| Beat the Streets 2016                                            | США    | Multiple Style Event, до LL86 кг | Золото |
| Гран-прі Німеччини з боротьби 2016                               | США    | вільна боротьба, до 86 кг        | Бронза |
| Київський Міжнародний турнір з боротьби 2018                     | США    | вільна боротьба, до 92 кг        | Срібло |
| Beat the Streets 2018                                            | США    | Multiple Style Event, до LL92 кг | Золото |
| Grapple at the Garden 2019                                       | США    | Multiple Style Event, до LL92 кг | Золото |
| Турнір Яшара Догу 2019                                           | США    | вільна боротьба, до 92 кг        | Золото |
| Granma y Cerro Pelado 2020                                       | США    | вільна боротьба, до 92 кг        | Золото |
| Меморіал Вацлава Циолковського 2021                              | США    | вільна боротьба, до 92 кг        | 5      |